# Río First
El río First, en el estado de Nueva Jersey en los Estados Unidos de América, es el principal afluente del río Passaic. Se puede encontrar al desplazarse corriente arriba del Passaic desde su desembocadura en la Bahía de Newark. Sin embargo, en el siglo XIX fue completamente enterrado y ahora fluye bajo tierra hasta descargar en el Passaic. Atravesaba, ahora bajo tierra, lo que ahora es el parque Branch Brook en la ciudad de Newark.
También se le conoce como Mill Brook, al haber proporcionado fuerza para una serie de molinos de agua para la producción de harina en los primeros asentamientos de Newark en el siglo XVII.
Las tareas para cubrir el río comenzaron en 1863, y fueron completadas en 1890. En la actualidad fluye a través de una serie de tuberías de 205'74 centímetros de altura y 281'84 centímetros de grosor.